# Анкор Беј (Калифорнија)
Анкор Беј (енгл. Anchor Bay) насељено је место без административног статуса у америчкој савезној држави Калифорнија.

## Демографија
По попису из 2010. године број становника је 340.
| Група             | 2000.    | 2010.       |
| Белци             | 0 (0,0%) | 288 (84,7%) |
| Афроамериканци    | 0 (0,0%) | 2 (0,6%)    |
| Азијати           | 0 (0,0%) | 2 (0,6%)    |
| Хиспаноамериканци | 0 (0,0%) | 29 (8,5%)   |
| Укупно            | 0        | 340         |